# Knut Reinhardt
Knut Reinhardt (* 27. April 1968 in Hilden) ist ein ehemaliger deutscher Fußballspieler.

## Sportliche Karriere
Knut Reinhardt begann seine Laufbahn beim TuS 05 Quettingen und wechselte als D-Jugendlicher zu Bayer 04 Leverkusen. Im Alter von nur 17 Jahren bestritt er für die Werkself am 19. April 1986 gegen Bayern München sein erstes Bundesligaspiel und wurde wenig später deutscher A-Jugend-Meister. Nach einem Jahr in der Oberliga wurde er in der Saison 1987/88 Stammspieler bei Leverkusen.
In dieser Zeit war er zudem für verschiedene Nachwuchsnationalmannschaften des DFB aktiv und wurde 1987 mit der U-20-Nationalmannschaft Vizeweltmeister. 1988 gewann der defensive Mittelfeldspieler mit Bayer Leverkusen den UEFA-Pokal und kam im selben Jahr zu seinem ersten Länderspiel für die deutsche Fußballnationalmannschaft, wo er sich aber nie wirklich durchsetzen konnte. Insgesamt kam er in seiner Karriere bis 1992 auf sieben Einsätze im Nationalteam. Im Europapokal brachte er es auf insgesamt 50 Einsätze.
1991 verließ Reinhardt Leverkusen und wechselte zu Borussia Dortmund. Mit dem BVB wurde er 1995 und 1996 Deutscher Meister und gewann 1997 die Champions League und den Weltpokal. Nachdem er in Dortmund immer weniger zum Einsatz gekommen war, wechselte er 1999 zum 1. FC Nürnberg. Dort konnte er auch nicht mehr an seine früheren Erfolge anknüpfen und beendete im Jahr 2000 nach sieben Knieoperationen seine Karriere.
Ab der Saison 2010/11 ist Reinhardt E-Jugendtrainer beim TSC Eintracht Dortmund. In der Saison 2012/13 trainierte er die U-12/DII des Hombrucher SV.

## Privates
Knut Reinhardt verbrachte einen großen Teil seiner Kindheit im westfälischen Südlohn. Nach dem Ende seiner Laufbahn als Profi-Fußballer begann der gelernte Bürokaufmann Reinhardt ein Lehramtsstudium an der Universität Dortmund. Nach dem Examen absolvierte Reinhardt das Referendariat an der Grundschule Kleine Kielstraße in Dortmund und trat dort auch am 1. Februar 2009 in den Schuldienst. Er ist heute Realschullehrer mit der Fächerkombination Mathematik und Sport (Stand 2024).
Knut Reinhardt ist der leibliche Vater von Lasse Lehmann. Dieser wuchs im Haushalt von Jens Lehmann auf, da Lasses Mutter Jens Lehmann heiratete. Des Weiteren hat er einen erwachsenen Sohn. Insgesamt ist er Vater von vier Kindern. 2017 veröffentlichte er seine Autobiographie Wenn Fußball Schule macht: Mein Weg vom Fußballprofi zum Lehrer.

## Publikationen
- Wenn Fußball Schule macht. Mein Weg vom Fußballprofi zum Lehrer. Edel, Hamburg 2017, ISBN 978-3-8419-0554-3.